# Lerista planiventralis
Lerista planiventralis — вид сцинкоподібних ящірок родини сцинкових (Scincidae). Ендемік Австралії.

## Підвиди
Виділяють три підвиди:
- Lerista planiventralis decora Storr, 1978;
- Lerista planiventralis maryani Storr, 1991;
- Lerista planiventralis planiventralis (Lucas & Frost, 1902).

## Поширення і екологія
Lerista planiventralis мешкають в прибережних районах на заході Західної Австралії, від Північно-Західного півострова, на південь до регіона Карнарвон, а також на сусідніх островах Берньє і Дерк-Хартог. Вони живуть на прибережних дюнах, в пустелях і напівпустелях, порослих невисокими чагарниками.